# 环太平洋火山带

環太平洋火山带，用藍線標記海沟。

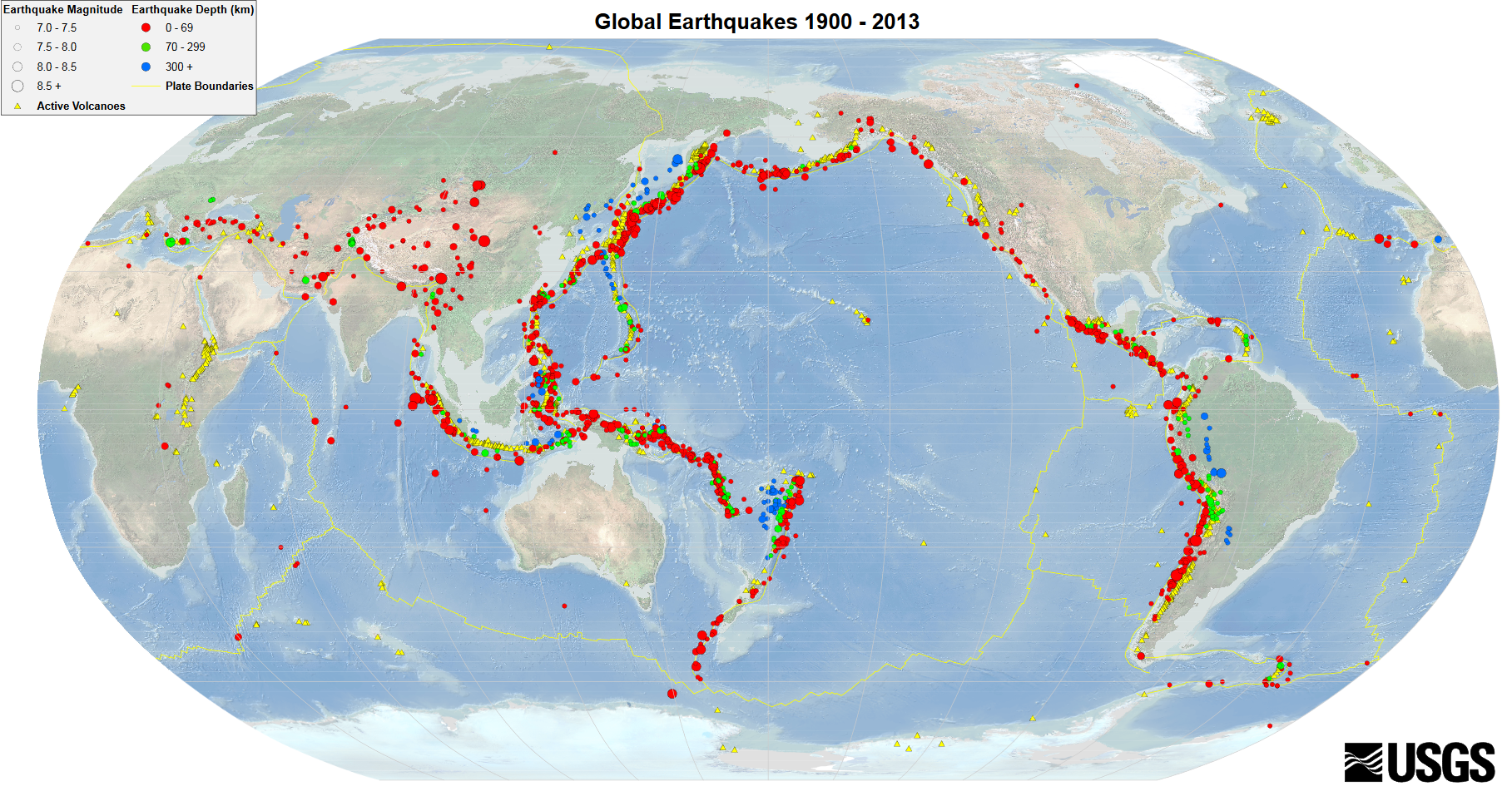
全球地震（1900-2013）
- Earthquakes of magnitude ≥ 7.0 (depth 0–69km)
- 活火山

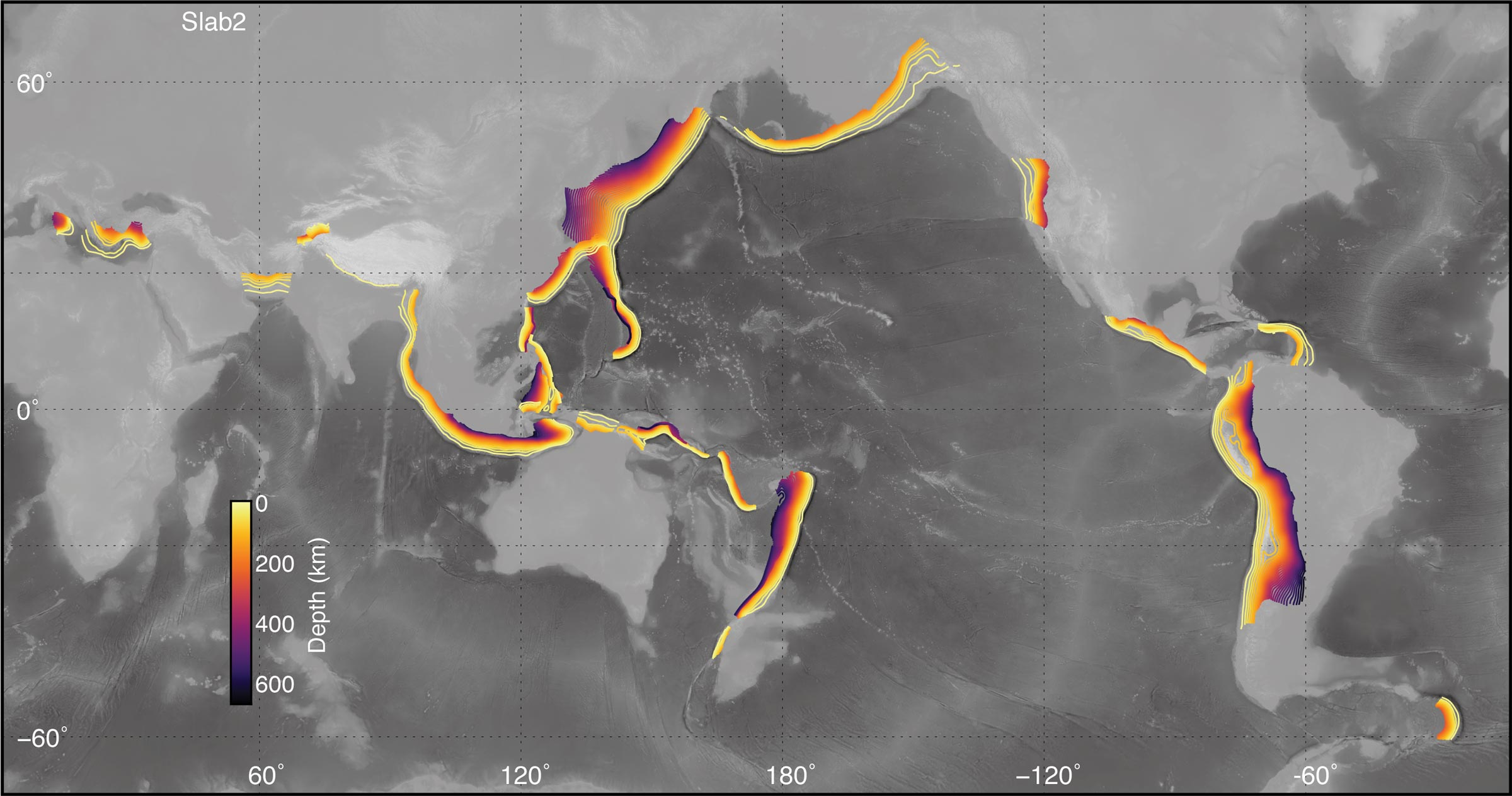
俯衝帶全球地圖，其中俯衝板片按深度繪製輪廓

俯衝地質過程圖

环太平洋火山带（英語：Ring of Fire），又称环太平洋带、环太平洋地震带或火环帶，是一个围绕太平洋、经常发生地震和火山爆发的地区，全长40,000公里，呈马蹄形。环太平洋火山带上有一连串海沟、火山弧和火山带，和板块移动。它有452座火山，是占有世界上的活跃的和休眠火山的75％以上。
地球上90%的地震以及81%最强烈的地震都在该地带上发生，第二个最猛烈的地震带是从爪哇岛、苏门答腊岛伸延至喜马拉雅山脉、地中海以及大西洋的阿尔卑斯带，地球上6%的地震和17%最强烈的地震在这里发生。第三个最猛烈的地震带则是大西洋中洋脊。

## 成因
环太平洋火山带的直接成因是板块的移动和碰撞，其东部是由於纳斯卡板块和科科斯板块潜没於向西移动的南美洲板块之下；太平洋板块的一部分以及细小的胡安德富卡板块则潜没於北美洲板块之下。向西北移动的太平洋板块的东北部分潜没於阿留申群岛弧之下，较西的部分则潜没於堪察加-千岛群岛弧之下；太平洋板块的南面部分情况较复杂，一些面积较小的板块从马里亚纳群岛、菲律宾、布干维尔岛、汤加和纽西兰与其碰撞。印尼位於环太平洋火山带及阿尔卑斯带之间，东北部的岛屿包括新几内亚靠近环太平洋火山带；南部及西部的苏门答腊、爪哇、峇里、弗洛勒斯岛及帝汶岛则靠近阿尔卑斯带。

## 活跃的地区

### 圣安德列斯断层
加利福尼亚非常活跃的圣安德列斯断层是一转换断层，抵销了一部分在美国和墨西哥之西南的東太平洋海隆，该断层引起许多小型地震，大约一天数起，其中大多是无感地震。所以加利福尼亚的房子是木头做的。

### 不列颠哥伦比亚与育空
不列颠哥伦比亚和育空地方是环太平洋火山带的一个较大的火山活动范围。这里火山活动的剧烈，是因为当太平洋板块与北美洲板块磨擦，岩石广泛地爆裂并产生断层，情况与太平洋板块在日本、菲律宾及印尼潜没并形成火山不同。加拿大最大的火山位于这个地区。
埃齐扎山是一个大型的火山复合体，在过去数千年曾有几次爆发纪录，形成了一些火山渣錐和熔岩流。其他活跃的火山包括胡度山等。

## 与环太平洋火山带有关的地理区

### 国家和地区
| - 伯利兹 - 玻利维亚 - 汶莱 - 哥伦比亚 - 智利 - 哥斯达黎加 - 厄瓜多尔 - 东帝汶 - 萨尔瓦多 | - 密克罗尼西亚联邦 - 斐济 - 危地马拉 - 洪都拉斯 - 印尼 - 日本 - 台灣 - 基里巴斯 - 马来西亚 | - 墨西哥 - 纽西兰 - 新喀里多尼亚 - 萬那杜 - 尼加拉瓜 - 帕劳 - 巴布亚新几内亚 - 巴拿马 - 秘鲁 - 海地 - 菲律宾 | - 萨摩亚 - 所罗门群岛 - 汤加 - 图瓦鲁 - 关岛、北马里亚纳群岛 - 威克島、聖誕島、復活島 |